# Локтев, Гавриил Владимирович

Гавриил и Мария Локтевы, февраль 1941 года, г. Кировоград

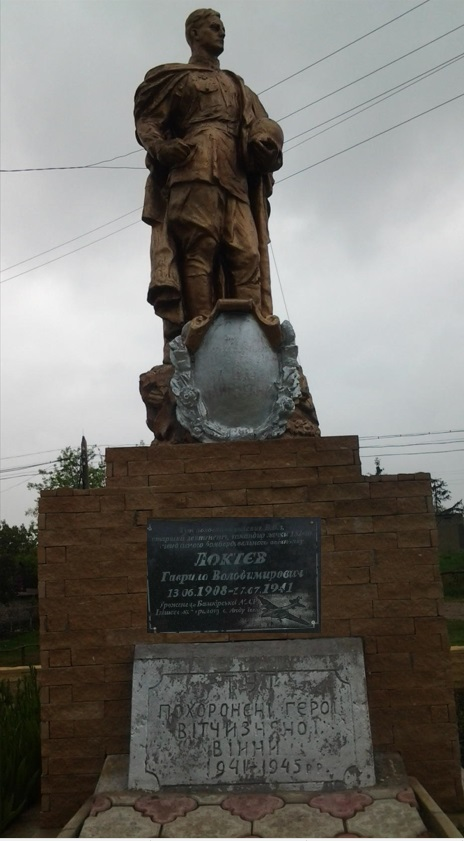

Гавриил Владимирович Локтев (13 июня 1908 — 18 (17) июля 1941) — лётчик, старший лейтенант. Погиб при выполнении боевого задания в районе Днестра. Награждён орденом Красного знамени и орденом Ленина (посмертно).

## Биография
Родился в 1908 году в селе Андреевка, волостном центре Андреевской волости в Бирском уезде Уфимской губернии.
В РККА с 1930 года. Член ВКП(б) с 1932 года. В 1933 году окончил 11-ю Военную школу пилотов (город Ворошиловград).
В начале Великой Отечественной войны командир звена в 132-й скоростном бомбардировочном авиационном полку 64-й авиадивизии Южного фронта (дислокация — город Кировоград).
За неполный месяц войны имел 17 боевых вылетов. Летом 1941 года принимал участие в действиях авиации по разрушению переправ и войск противника в районе Скулян и города Яссы, уничтожению прорвавшихся в районе Житомира танков. При сильном зенитном огне разрушил с пикирования переправу у Скулян. Награждён Орденом Красного Знамени (указ о награждении 5.11.1941).
Жена Локтева (Самилюк) Мария Михайловна, 1919 г.р. (Киевская область), ум. в 2000 году (город Астрахань). Участник Великой Отечественной войны, окончила Архангельский педагогический институт (1954), работала учителем в школах Архангельска, города Грязовец (Вологодская область), города Черкассы (Украина).

### Подвиг
Как командир бомбардировщика Ар-2 18 июля 1941 года погиб при выполнении боевого задания в районе Днестра. В составе экипажа были штурман Михаил Алексеевич Навроцкий и стрелок-радист Иван Моисеевич Бражников.
Экипажу была поставлена задача уничтожить переправу 11-й немецкой армии через Днестр около Унгры, что юго-западнее в 10 км от Могилев-Подольского. Задание выполнял один Ар-2 в сопровождении пяти истребителей. На свой аэродром вернулись только три истребителя, остальные самолёты с боевого задания не вернулись.
При подходе к цели самолёт был атакован истребителями противника типа Мессершмидт и загорелся. Несмотря на это, боевое задание было выполнено, при этом сбит один Мессершмидт. Экипаж покинул горящий самолёт, однако парашют Локтева захлестнуло стабилизатором и расчалкой отрезало стропы, погиб. Похоронен недалеко от села Бандышовка в Винницкой области.
За проявленный героизм все члены экипажа были представлены к званию Героя Советского Союза.
Оставшимся в живых членам экипажа в марте 1942 года присвоено звание Героя Советского Союза, Г. В. Локтев посмертно награждён орденом Ленина (23.02.1942).
В память о подвиге Г. В. Локтева в селе Бандышовка Могилев-Подольского района Винницкой области установлена мемориальная доска.